# Thriller erotico
Il thriller erotico è un genere di film a metà strada tra il filone erotico e il thriller, o anche il giallo. È in ogni modo difficile considerare tali produzioni come un sottogenere delle produzioni erotiche, in quanto spesso anche la trama gialla ne è una componente importante, soprattutto nelle opere di maggior qualità (come ad esempio Basic Instinct).
Il thriller erotico ha ottenuto una crescente popolarità, soprattutto negli Stati Uniti, a partire dalla metà degli anni 1980 fino a tutti gli anni 1990; altre cinematografie, soprattutto europee, hanno prodotto film dello stesso genere attingendo all'esempio statunitense. Il più noto e prolifico regista del genere è Adrian Lyne.

## Caratteristiche
La definizione stessa di thriller erotico — a metà strada fra il giallo e l'erotico — ne rende difficile una classificazione che comprenda caratteristiche univoche. Molti film del genere vengono, infatti, etichettati come thriller, drammi o altro; inoltre, se dobbiamo definire thriller erotici tutte le pellicole che hanno una trama gialla e sono ricche di scene erotiche, dovremmo citare tutte le opere realizzate dal 1990 in poi, nonché a posteriori molti dei titoli appartenenti al filone del giallo all'italiana degli anni 1970.
Il fenomeno dei thriller erotici si sviluppò negli Stati Uniti dopo l'enorme successo delle prime pellicole che osavano spingere la trama gialla nei territori dell'erotismo (come 9 settimane e ½ e Attrazione fatale). L'aspetto legato al thriller propriamente statunitense si legava al lato erotico più o meno spinto (dal glamour de Il colore della notte al più esplicito Bound - Torbido inganno). Si è trattato di una fase del cinema, che dalla seconda metà degli anni 1980 ha spinto la tensione erotica – che già compariva nelle pellicole hollywoodiane, con ad esempio le dark lady, fin dagli anni 1950 – oltre i limiti precedenti.
Il sottogenere dei thriller erotici si ritiene esaurito col finire degli anni 1990, in quanto tale cinematografia ha definito uno standard in seguito fatto proprio dalla maggior parte del cinema giallo o poliziesco.

## Filmografia rappresentativa
Non esiste un elenco standardizzato di thriller erotici, ma generalmente fra i titoli più conosciuti del genere citiamo:
- 9 settimane e ½ (9½ Weeks), regia di Adrian Lyne (1986)
- Attrazione fatale (Fatal Attraction), regia di Adrian Lyne (1987)
- Basic Instinct, regia di Paul Verhoeven (1992)
- Body of Evidence - Il corpo del reato (Body of Evidence), regia di Uli Edel (1993)
- Boxing Helena, regia di Jennifer Lynch (1993)
- La ragazza della porta accanto (The Crush), regia di Alan Shapiro (1993)
- Il colore della notte (Color of Night), regia di Richard Rush (1994)
- L'ultima seduzione (The Last Seduction), regia di John Dahl (1994)
- Rivelazioni (Disclosure), regia di Barry Levinson (1994)
- Jade, regia di William Friedkin (1995)
- Bound - Torbido inganno (Bound), regia di Larry e Andy Wachowski (1996)
- Crash, regia di David Cronenberg (1996)
- Sex Crimes - Giochi pericolosi (Wild Things), regia di John McNaughton (1998)
- Original Sin, regia di Michael Cristofer (2001)
- A Snake of June (Rokugatsu no hebi), regia di Shinya Tsukamoto (2002)
- L'amore infedele - Unfaithful (Unfaithful), regia di Adrian Lyne (2002)
- In the Cut, regia di Jane Campion (2003)
- Killing Me Softly - Uccidimi dolcemente (Killing Me Softly), regia di Chen Kaige (2003)